# Smithiantha cinnabarina
Smithiantha cinnabarina är en tvåhjärtbladig växtart som först beskrevs av Jean Jules Linden, och fick sitt nu gällande namn av Carl Ernst Otto Kuntze. Smithiantha cinnabarina ingår i släktet Smithiantha och familjen Gesneriaceae. Inga underarter finns listade i Catalogue of Life.

## Bildgalleri

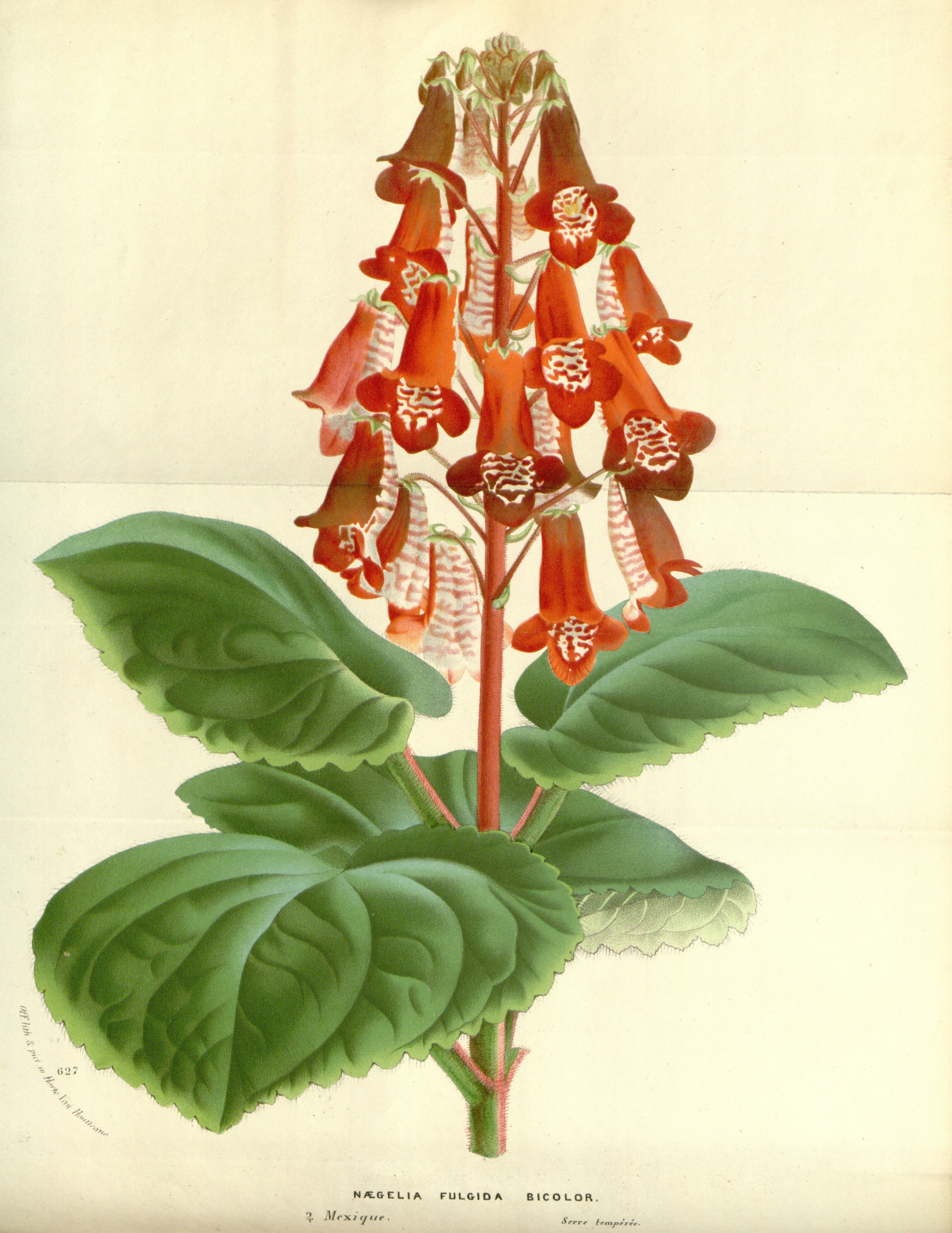
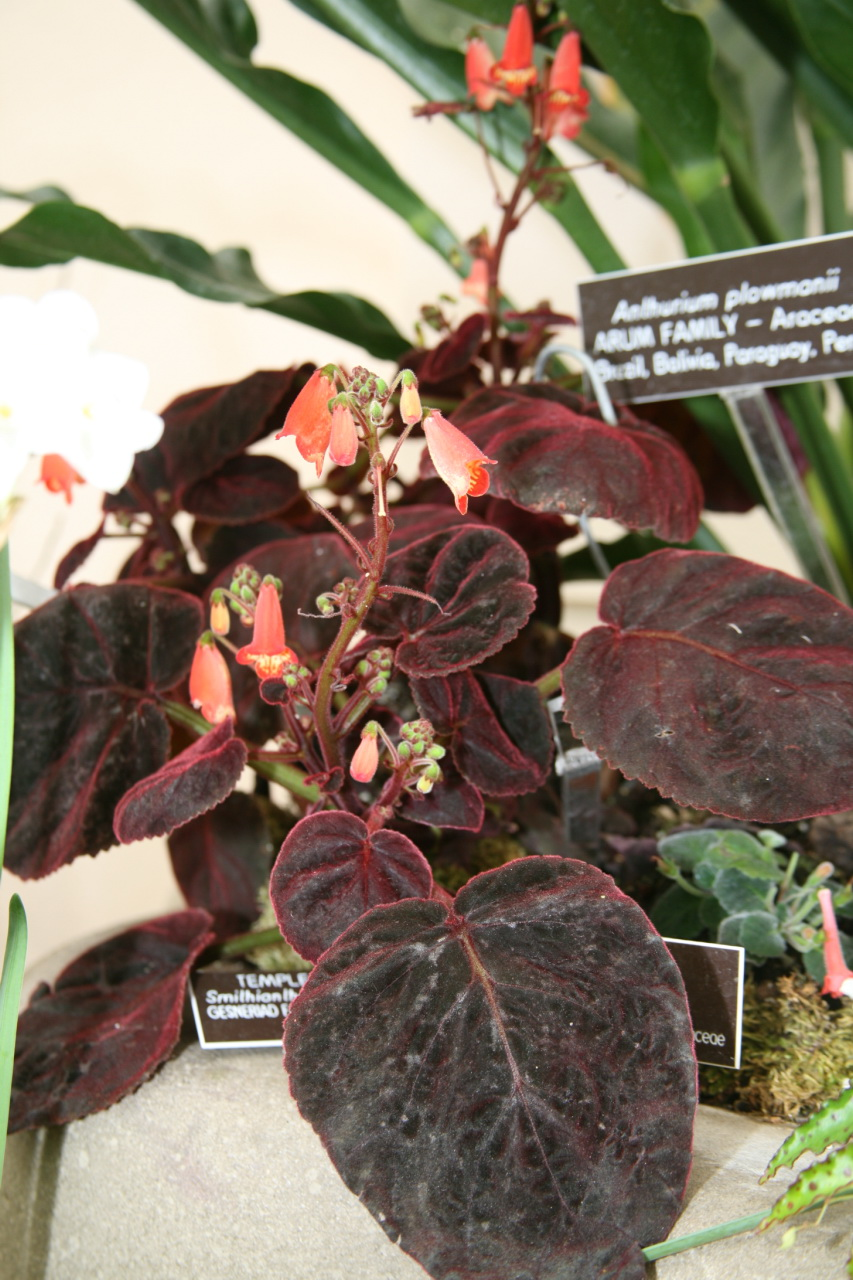
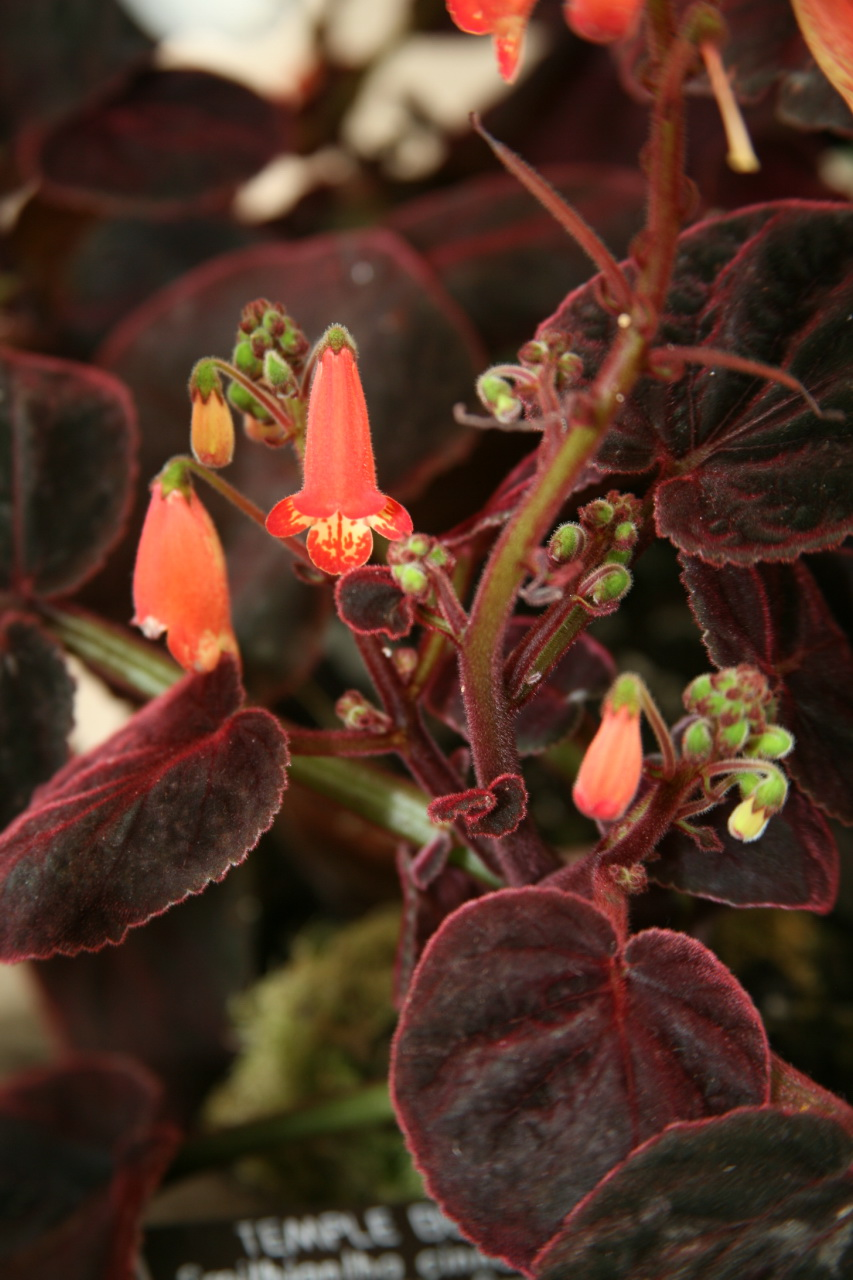